# Хуліо Гомес (футболіст, 1954)
Хуліо Роберто Гомес Рендон (ісп. Julio Roberto Gómez Rendón, нар. 28 жовтня 1954, Гватемала) — гватемальський футболіст, який грав на позиції захисника. Відомий за виступами в складі низка гватемальських клубів, а також у складі збірної Гватемали, в складі якої брав участь у турнірі Олімпійських ігор 1976 року, а також у розіграшах чемпіонату націй КОНКАКАФ. після закінчення виступів на футбольних полях — гватемальський футбольний тренер.

## Клубна кар'єра
Хуліо Гомес розпочав виступи на футбольних полях у 1970 році в гватемальському клубі «Аурора». У складі цієї команди футболіст грав до 1984 року, та став у її складі чотириразовим чемпіоном країни. У 1985 році футболіст перейшов до складу клубу «Мунісипаль», у складі якого Гомес грав до 1990 року, та ще тричі став чемпіоном країни. Після 1990 року футболіст завершив виступи на футбольних полях.

## Виступи за збірну
У 1972 році Хуліо Гомеса включили до складу збірної Гватемали для участі у матчах відбору до Олімпійських ігор 1972 року, які виявились невдалими для гватемальської збірної. Надалі футболіст двічі брав участь у фінальних турнірах чемпіонату націй КОНКАКАФ, та у футбольному турнірі Олімпійських ігор 1976 року, на якому гватемальська збірна не подолала груповий бар'єр. У складі збірної футболіст грав до 1985 року.

## Тренерська кар'єра
Після завершення кар'єри гравця у 2000 році Хуліо Гомес став тренером клубу «Кобан Імперіал». Наступного року Гомес очолив свій колишній клуб «Аурора», в якому працював до 2003 року. У 2019 році колишній футболіст очолив гватемальський клуб «Мішко».